# Cylindrecamptus lineatus
Cylindrecamptus lineatus là một loài bọ cánh cứng trong họ Cerambycidae.